# C'è bisogno di zebra (Una zebra a pois)
C'è bisogno di zebra (Una zebra a pois) è il secondo singolo degli Oblivion, pubblicato il 9 maggio 2013 in download digitale, riarrangiamento di Una zebra a pois, canzone originariamente cantata da Mina nel 1960. Il 31 maggio è stato pubblicato, sul canale youtube del gruppo, il videoclip della canzone.

## La canzone
C'è bisogno di zebra è un riarrangiamento Rap-Hip hop di Una zebra a pois di Mina, di cui riprende quasi integralmente il testo, cambiandone però la melodia e lo stile. Una prima versione della canzone venne cantata dagli Oblivion già a partire dal 2004, durante lo spettacolo Mille note su..., che proponeva diversi riarrangiamenti di brani di Mina. Nel 2009 la canzone entra nella scaletta di Oblivion Show e nel 2011 in quella di Oblivion Show 2.0 - Il sussidiario in una versione quasi identica a quella che poi è stata incisa e pubblicata.
Il testo della canzone originale viene alternato a surreali strofe rap originali nelle quali gli Oblivion rivendicano i diritti e la dignità di una zebra che appunto è diversa dalle altre e per questo vittima di discriminazioni. Accanto al tema della discriminazione gli Oblivion si prendono gioco degli atteggiamenti e del linguaggio dei rapper.
All'interno del brano è presente anche una citazione di Applausi per Fibra di Fabri Fibra mentre l'assolo di chitarra e il finale sono tratti dalla versione dei Santana di Oye como va: questo fatto viene anche sottolineato dal testo che recita Oh, cazzo c'entra Santana?.

## Il Videoclip
Il videoclip, girato in bianco e nero in un parchetto milanese, mostra gli Oblivion vestiti come improbabili rapper, con indosso felpe a pois, occhiali a specchio, jeans oversize e accessori vari. Anche nel video continua la parodia del genere rap: si vedono degli Oblivion dall'atteggiamento aggressivo andare in altalena e sullo scivolo, buttare con violenza bottiglie a terra per poi raccoglierle immediatamente e gettarle in un cestino o suonare l'assolo di chitarra con una chitarra giocattolo.

## Formazione
Come negli altri brani del gruppo, i 5 cantanti si ripartiscono le parti vocali principali.
- Francesca Folloni - voce
- Graziana Borciani - cori
- Fabio Vagnarelli - voce rap
- Lorenzo Scuda - voce rap
- Davide Calabrese - voce rap

Quando il pezzo è portato in scena al di fuori degli spettacoli del gruppo la parte di Francesca, essendo eseguita con voce artefatta, è spesso cantata in playback.